# Израел на Летњим олимпијским играма 2012.
Израел је учествовао на Летњим олимпијским играма 2012. у Лондону и било је то њихово 15. учешће на Летњим олимпијским играма (укупно 20).
Израелску делегацију на играма чинило је 37 спортиста (19 мушкараца и 18 жена) који су се такмичили у 8 спортова. Националну заставу на дефилеу нација на церемонији свечаног отварања игара 27. јула носио је једриличар Шахар Зубари, док је заставу на церемонији затварања носила гимнастичарка Нета Ривкин.
Израелски спортисти нису освојили медаљу на овим играма. Најбоље резултате остварили су гимнастичар Александар Шатилов и једриличарка Ли Корзиц освајањем шестих места у својим дисциплинама.

## Учесници по спортовима
| Спорт      | Мушкарци | Жене | Укупно |
| ---------- | -------- | ---- | ------ |
| Атлетика   | 2        | 1    | 3      |
| Бадминтон  | 1        | 0    | 1      |
| Гимнастика | 2        | 8    | 10     |
| Једрење    | 3        | 4    | 7      |
| Пливање    | 4        | 3    | 7      |
| Стрељаштво | 1        | 0    | 1      |
| Тенис      | 2        | 1    | 3      |
| Џудо       | 4        | 1    | 5      |
| 8 спортова | 19       | 18   | 37     |

## Атлетика
Мушкарци
| Атлетичар      | Дисциплина | Квалификације | Квалификације | Полуфинале       | Полуфинале       | Финале           | Финале           |
| Атлетичар      | Дисциплина | Рез.          | Плас.         | Рез.             | Плас.            | Рез.             | Плас.            |
| -------------- | ---------- | ------------- | ------------- | ---------------- | ---------------- | ---------------- | ---------------- |
| Доналд Санфорд | 400 м      | 45,71         | 5.            | Није се пласирао | Није се пласирао | Није се пласирао | Није се пласирао |
| Зохар Земиро   | Маратон    |               |               |                  |                  | 2:34:59          | 81.              |

Жене
| Атлетичарка   | Дисциплина  | Квалификације | Квалификације | Финале            | Финале            |
| Атлетичарка   | Дисциплина  | Рез.          | Плас.         | Рез.              | Плас.             |
| ------------- | ----------- | ------------- | ------------- | ----------------- | ----------------- |
| Џилијан Шварц | Скок мотком | 4,40          | 18.           | Није се пласирала | Није се пласирала |

## Бадминтон
| Такмичар       | Дисциплина  | Групна фаза                   | Групна фаза             | Групна фаза | Елиминације        | Четвртфинале       | Полуфинале         | Финале             | Финале           |
| Такмичар       | Дисциплина  | Противник Резултат            | Противник Резултат      | Плас.       | Противник Резултат | Противник Резултат | Противник Резултат | Противник Резултат | Плас.            |
| -------------- | ----------- | ----------------------------- | ----------------------- | ----------- | ------------------ | ------------------ | ------------------ | ------------------ | ---------------- |
| Миша Зилберман | Мушки сингл | Ј. Јоргенсен ИЗГ 13:21, 12:21 | Д. Вонг ИЗГ 9:21, 15:21 | 3.          | Није се пласирао   | Није се пласирао   | Није се пласирао   | Није се пласирао   | Није се пласирао |

## Гимнастика
Мушкарци по справама
| Гимнастичар        | Дисциплина | Квалификације | Квалификације | Квалификације | Квалификације | Квалификације | Квалификације | Квалификације | Квалификације | Финале           | Финале           | Финале           | Финале           | Финале           | Финале           | Финале           | Финале           |
| Гимнастичар        | Дисциплина | Справа        | Справа        | Справа        | Справа        | Справа        | Справа        | Укупно        | Плас.         | Справа           | Справа           | Справа           | Справа           | Справа           | Справа           | Укупно           | Плас.            |
| Гимнастичар        | Дисциплина | Па            | КсХ           | К             | Пр            | Р             | В             | Укупно        | Плас.         | П                | КсХ              | К                | Пр               | Р                | В                | Укупно           | Плас.            |
| ------------------ | ---------- | ------------- | ------------- | ------------- | ------------- | ------------- | ------------- | ------------- | ------------- | ---------------- | ---------------- | ---------------- | ---------------- | ---------------- | ---------------- | ---------------- | ---------------- |
| Феликс Аронович    | Вишебој    | 14.033        | 13.433        | 14.100        | 13.900        | 14.233        | 13.500        | 83.199        | 32.           | Није се пласирао | Није се пласирао | Није се пласирао | Није се пласирао | Није се пласирао | Није се пласирао | Није се пласирао | Није се пласирао |
| Александар шатилов | Вишебој    | 15.633        | 14.133        | 14.033        | 15.533        | 14.700        | 14.000        | 89.032        | 12. КВ        | 15.600           | 14.266           | 14.200           | 15.133           | 14.400           | 14.833           | 88.432           | 12.              |
| Александар шатилов | Партер     | 15.633        |               |               |               |               |               | 15.633        | 4. КВ         | 15.333           |                  |                  |                  |                  |                  | 15.333           | 6.               |

Жене по справама
| Гимнастичарка     | Дисциплина | Квалификације | Квалификације | Квалификације | Квалификације | Квалификације | Квалификације | Финале            | Финале            | Финале            | Финале            | Финале            | Финале            |
| Гимнастичарка     | Дисциплина | Справа        | Справа        | Справа        | Справа        | Укупно        | Плас.         | Справа            | Справа            | Справа            | Справа            | Укупно            | Плас.             |
| Гимнастичарка     | Дисциплина | П             | Пр            | ДР            | Г             | Укупно        | Плас.         | П                 | Пр                | ДР                | Г                 | Укупно            | Плас.             |
| ----------------- | ---------- | ------------- | ------------- | ------------- | ------------- | ------------- | ------------- | ----------------- | ----------------- | ----------------- | ----------------- | ----------------- | ----------------- |
| Валерија Максјута | Вишебој    | 12.800        | 9.433         | 10.533        | 12.933        | 45.699        | 59.           | Није се пласирала | Није се пласирала | Није се пласирала | Није се пласирала | Није се пласирала | Није се пласирала |

 Ритмичка гимнастика
| Гимнастичарке | Дисциплина  | Квалификације | Квалификације | Квалификације | Квалификације | Квалификације | Квалификације | Финале | Финале | Финале | Финале | Финале  | Финале |
| Гимнастичарке | Дисциплина  | Обруч         | Лопта         | Чуњеви        | Трака         | Укупно        | Обруч         | Лопта  | Чуњеви | Трака  | Укупно | Плас.   |        |
| ------------- | ----------- | ------------- | ------------- | ------------- | ------------- | ------------- | ------------- | ------ | ------ | ------ | ------ | ------- | ------ |
| Нета Ривкин   | Појединачно | 27.450        | 26.200        | 27.525        | 27.725        | 108.900       | 9. КВ         | 27.350 | 26.850 | 27.800 | 27.000 | 109.000 | 7.     |

| Моран Бурзовски Викторија Кошел Ноа Палаши Марина Шулц Полина Закалужњи Елиора Жолковски | Екипно | 26.500 | 26.600 | 53.100 | 7. КВ | 26.725 | 26.675 | 53.400 | 8. |

## Једрење
Мушкарци
| Једриличар              | Дисциплина | Плов | Плов | Плов | Плов | Плов  | Плов | Плов | Плов | Плов  | Плов | Плов | Бод. | Укупно |
| Једриличар              | Дисциплина | 1    | 2    | 3    | 4    | 5     | 6    | 7    | 8    | 9     | 10   | M*   | Бод. | Укупно |
| ----------------------- | ---------- | ---- | ---- | ---- | ---- | ----- | ---- | ---- | ---- | ----- | ---- | ---- | ---- | ------ |
| Шахар Зубари            | Даска      | 12   | 8    | 17   | 10   | 39 ЦЗ | 12   | 35   | 34   | 26    | 1.   | НП   | 155  | 19.    |
| Гидеон Клигер Еран Села | Класа 470  | 17   | 11   | 17   | 11   | 2     | 14   | 5    | 12   | 28 ПС | 23   | БП   | 112  | 15.    |

Жене
| Једриличарка           | Дисциплина    | Плов | Плов   | Плов | Плов | Плов | Плов | Плов | Плов | Плов | Плов | Плов | Бод. | Укупно |
| Једриличарка           | Дисциплина    | 1    | 2      | 3    | 4    | 5    | 6    | 7    | 8    | 9    | 10   | M*   | Бод. | Укупно |
| ---------------------- | ------------- | ---- | ------ | ---- | ---- | ---- | ---- | ---- | ---- | ---- | ---- | ---- | ---- | ------ |
| Ли Корзиц              | Даска         | 1    | 3      | 7    | 2    | 2    | 11   | 2    | 1    | 9    | 11   | 18   | 56   | 6.     |
| Нуфар Еделман          | Ласер радијал | 33   | 33     | 33   | 34   | 29   | 3    | 34   | 28   | 18   | 26   | БП   | 237  | 30.    |
| Веред Бускила Џил Коен | Класа 470     | 3    | 21 ДСК | 10   | 19   | 4    | 14   | 12   | 15   | 12   | 17   | БП   | 105  | 15.    |

- Напомене:
  - M = Плов за медаље, учествује само 10 најбољих;
  - НП = Није се пласирао;
  - ЦЗ = Црна застава, дисквалификација;
  - ДСК = Дисквалификација након притужби;
  - ПС = Погрешан старт.

## Пливање
Мушкарци
| Пливач               | Дисциплина     | Квалификације | Квалификације | Полуфинале       | Полуфинале       | Финале           | Финале           |
| Пливач               | Дисциплина     | Рез.          | Плас.         | Рез.             | Плас.            | Рез.             | Плас.            |
| -------------------- | -------------- | ------------- | ------------- | ---------------- | ---------------- | ---------------- | ---------------- |
| Нимрод Шапира Бар-Ор | 200 м слободно | 1:48,60       | 21.           | Није се пласирао | Није се пласирао | Није се пласирао | Није се пласирао |
| Имри Ганијел         | 100 м прсно    | 1:02,07       | 32.           | Није се пласирао | Није се пласирао | Није се пласирао | Није се пласирао |
| Гал Нево             | 200 м делфин   | 1:59,98       | 32.           | Није се пласирао | Није се пласирао | Није се пласирао | Није се пласирао |
| Гал Нево             | 200 м мешовито | 1:59,56       | 12. КВ        | 1:59,17          | 10.              | Није се пласирао | Није се пласирао |
| Гал Нево             | 400 м мешовито | 4:14,77       | 10.           |                  |                  | Није се пласирао | Није се пласирао |
| Јаков Тумаркин       | 100 м леђно    | 54,91         | 24.           | Није се пласирао | Није се пласирао | Није се пласирао | Није се пласирао |
| Јаков Тумаркин       | 200 м леђно    | 1:57,33 НР    | 8. КВ         | 1:57,33          | 8. КВ            | 1:57,62          | 7.               |

Жене
| Пливач    | Дисциплина     | Квалификације | Квалификације | Полуфинале        | Полуфинале        | Финале            | Финале            |
| Пливач    | Дисциплина     | Рез.          | Плас.         | Рез.              | Плас.             | Рез.              | Плас.             |
| --------- | -------------- | ------------- | ------------- | ----------------- | ----------------- | ----------------- | ----------------- |
| Амит Иври | 100 м делфин   | 58,78         | 18.           | Није се пласирала | Није се пласирала | Није се пласирала | Није се пласирала |
| Амит Иври | 200 м мешовито | 2:13,29 НР    | 12. КВ        | 2:13,31           | 13.               | Није се пласирала | Није се пласирала |

### Синхронизовано пливање
| Пливачица                   | Дисциплина | Технички програм | Технички програм | Слободни програм (квалификације) | Слободни програм (квалификације) | Слободни програм (квалификације) | Слободни програм (финале) | Слободни програм (финале)    | Слободни програм (финале) |
| Пливачица                   | Дисциплина | Бод.             | Плас.            | Бод.                             | Укупно (технички + слободни)     | Плас.                            | Бод.                      | Укупно (технички + слободни) | Плас.                     |
| --------------------------- | ---------- | ---------------- | ---------------- | -------------------------------- | -------------------------------- | -------------------------------- | ------------------------- | ---------------------------- | ------------------------- |
| Анастасија Глушков Ина Јофе | Парови     | 83.400           | 17.              | 83.520                           | 166.920                          | 17.                              | Нису се пласирале         | Нису се пласирале            | Нису се пласирале         |

## Стрељаштво
Мушкарци
| Стрелац       | Дисциплина           | Квалификације | Квалификације | Финале           | Финале           |
| Стрелац       | Дисциплина           | Пог.          | Плас.         | пог.             | Плас.            |
| ------------- | -------------------- | ------------- | ------------- | ---------------- | ---------------- |
| Сергеј Рихтер | Ваз. пушка 10 м      | 595           | 9.            | Није се пласирао | Није се пласирао |
| Сергеј Рихтер | МК пушка 50 м лежећи | 587           | 44.           | Није се пласирао | Није се пласирао |

## Тенис
Мушкарци
| Тенисер                | Дисциплина | 1. коло                                                    | 2. коло                                                        | Четвртфинале                                                                 | Полуфинале         | Финале             | Финале            |
| Тенисер                | Дисциплина | Противник Резултат                                         | Противник Резултат                                             | Противник Резултат                                                           | Противник Резултат | Противник Резултат | Плас.             |
| ---------------------- | ---------- | ---------------------------------------------------------- | -------------------------------------------------------------- | ---------------------------------------------------------------------------- | ------------------ | ------------------ | ----------------- |
| Јонатан Ерлих Анди Рам | Парови     | Шпанија · M. Лопез · М. Гранољерс · ПОБ 7:6(7:5), 7:6(7:3) | Швајцарска · Р. Федерер · С. Вавринка · ПОБ 1:6, 7:6(7:5), 6:3 | Сједињене Америчке Државе · M. Брајан · Б. Брајан · ИЗГ 6:7(4:7), 6:7(10:12) | Нису се пласирали  | Нису се пласирали  | Нису се пласирали |

Жене
| Тенисерка | Дисциплина  | 1. коло                  | 2. коло            | 3. коло            | Четвртфинале       | Полуфинале         | Финале             | Финале            |
| Тенисерка | Дисциплина  | Противник Резултат       | Противник Резултат | Противник Резултат | Противник Резултат | Противник Резултат | Противник Резултат | Плас.             |
| --------- | ----------- | ------------------------ | ------------------ | ------------------ | ------------------ | ------------------ | ------------------ | ----------------- |
| Шахар Пер | Појединачно | М. Шарапова ИЗГ 2:6, 0:6 | Није се пласирала  | Није се пласирала  | Није се пласирала  | Није се пласирала  | Није се пласирала  | Није се пласирала |

## Џудо
Мушкарци
| Џудока           | категорија  | 1. коло                | 2. коло                 | 3. коло                  | Четвртфинале       | Полуфинале         | Репасаж 1          | Репасаж 2          | Финале             | Финале           |
| Џудока           | категорија  | Противник Резултат     | Противник Резултат      | Противник Резултат       | Противник Резултат | Противник Резултат | Противник Резултат | Противник Резултат | Противник Резултат | Плас.            |
| ---------------- | ----------- | ---------------------- | ----------------------- | ------------------------ | ------------------ | ------------------ | ------------------ | ------------------ | ------------------ | ---------------- |
| Артјом Аршански  | – до 60 кг  |                        | Х. Морен ПОБ 0001–0001  | Х. Хираока ИЗГ 0000–0012 | Није се пласирао   | Није се пласирао   | Није се пласирао   | Није се пласирао   | Није се пласирао   | Није се пласирао |
| Голан Полак      | – до 66 кг  | Д. Ларос ИЗГ 0000–0001 | Није се пласирао        | Није се пласирао         | Није се пласирао   | Није се пласирао   | Није се пласирао   | Није се пласирао   | Није се пласирао   | Није се пласирао |
| Сосо Палелашвили | – до 73 кг  |                        | С. Хујзус ПОБ 0010–0000 | Р. Накаја ИЗГ 0000–0101  | Није се пласирао   | Није се пласирао   | Није се пласирао   | Није се пласирао   | Није се пласирао   | Није се пласирао |
| Аријел Зеви      | – до 100 кг |                        | Д. Петерс ИЗГ 0000–1000 | Није се пласирао         | Није се пласирао   | Није се пласирао   | Није се пласирао   | Није се пласирао   | Није се пласирао   | Није се пласирао |

Жене
| Џудока         | категорија | 1. коло            | 2. коло                   | Четвртфинале               | Полуфинале         | Репасаж 1              | Репасаж 2          | Финале             | Финале |
| Џудока         | категорија | Противник Резултат | Противник Резултат        | Противник Резултат         | Противник Резултат | Противник Резултат     | Противник Резултат | Противник Резултат | Плас.  |
| -------------- | ---------- | ------------------ | ------------------------- | -------------------------- | ------------------ | ---------------------- | ------------------ | ------------------ | ------ |
| Алис Шлезингер | – до 63 кг |                    | Х. Дрекслер ПОБ 0010-0002 | Уршка Жолнир ИЗГ 0000-1100 | Није се пласирала  | Ж. Емане ИЗГ 0002-0010 | Није се пласирала  | Није се пласирала  | 7.     |